# Encuentros muy cercanos con señoras de cualquier tipo
Pour plus de détails, voir Fiche technique et Distribution.
Encuentros muy cercanos con señoras de cualquier tipo (Rencontres très rapprochées avec des dames de tout genre)  est un film de comédie argentin, sorti le 14 septembre 1978, dont les principaux protagonistes sont Alberto Olmedo , Jorge Porcel, Moria Casán et Adriana Aguirre

## Synopsis
Alberto et Jorge sont deux comédiens qui, confrontés à la possibilité de gagner de l'argent avec un agent commercial, acceptent de jouer le rôle des dirigeants d'une entreprise fictive, afin de paraître prospères aux potentiels acheteurs étrangers de joueurs. Alors que l'agent commercial leur dit de se présenter comme mariés, Alberto et Jorge proposent deux collègues (Viviana et Marcela) pour jouer le rôle indiqué.

## Casting
- Alberto Olmedo .... Alberto
- Jorge Porcel  .... Jorge
- Moria Casán  .... Viviana
- Adriana Aguirre  .... Marcela
- Adolfo García Grau  .... Vanoli
- Patricia Dal  .... Sta. Gonzaga
- Stella Maris Lanzani  .... Tota
- Virgilio Galindo  .... Ramírez
- Camila Perissé  .... Femme démente sur bateau
- Aldo Bigatti
- Elda Dessel  .... Sra. de Alonso
- Loanna Muller
- Alicia Muñiz
- Musique :  Óscar Cardozo Ocampo
- Cinematographie : Victor Hugo Caula
- Edité par Carlos Piaggio
- Production : Óscar Piruzanto